# Beočić
Beočić (en serbe cyrillique : Беочић) est un village de Serbie situé dans la municipalité de Rekovac, district de Pomoravlje. Au recensement de 2011, il comptait 363 habitants.

## Démographie
| 1948  | 1953  | 1961 | 1971 | 1981 | 1991 | 2002 | 2011 |
| ----- | ----- | ---- | ---- | ---- | ---- | ---- | ---- |
| 1 023 | 1 014 | 979  | 895  | 733  | 625  | 467  | 363  |

|  |